# Triaenodes costalis
Triaenodes costalis är en nattsländeart som beskrevs av Douglas E. Kimmins 1962. Triaenodes costalis ingår i släktet Triaenodes och familjen långhornssländor. Inga underarter finns listade i Catalogue of Life.